# Готфрид (Фризия)
Готфрид (на немски: Gottfried, Godfrid, Godafrid, Gudfrid, Gottfrid, † убит юни 885, Хервен) е вожд на викингите от Дания през втората половина на 9 век. Той е васал на император Карл III Дебели и контролирал като маркграф Фризия (Кенемерланд) през 882 – 885 г.
Готфрид се бърка често с Годфрид Харалдсон (* 820, † 856), синът на крал Харалд Клак от Дания.

## Биография
Готфрид се опитва да получи короната, но без успех, въпреки че в източниците е наричан понякога херцог или крал във Фризия. През 880 г. той напада и ограбва брега на Фризия. През 882 г. предявява претенция за Лотарингия. Когато Готфрид се кръщава, император Карл Дебели му дава за жена Гизела от Нивел (860/865 – 907), дъщерята на умрелия през 869 г. крал Лотар II от Лотарингия (Lotharii Regnum) и Валдрада.
През 883 г. Готфрид се съюзява с Хуго, брата на съпругата му Гизела. През юни 885 г. вождът на норманите Готфрид е убит от princeps militiae Хайнрих от Франкония от франкските Бабенберги при фалшиви преговори при Хервен в Бетуве. Другият заговорник Хуго е нападнат по-късно и наказан с ослепяване и затворен в манастира Прюм.
Гизела, съпругата на Готфрид, е заведена преди убийството му на безопасно място. Тя отива в манастир и става абатиса в Нивел и Фос и умира през 907 г.
Смъртта на Готфрид е едновременно краят на господството на викингите във Фризия и Долна Лотарингия.